# Himesháza
Himesháza là một thị trấn thuộc hạt Baranya, Hungary. Thị trấn này có diện tích 17,54 km², dân số năm 2010 là 1098 người, mật độ 63 người/km².